# Bohumil Vazac
Bohumil Edward Vazac, 5 novembre 1913 à Königgrätz, royaume de Bohême, et décédé le 22 juillet 2003 à Châlons-en-Champagne, a combattu lors de la Seconde Guerre mondiale au sein des armées tchécoslovaque, française, puis des Forces françaises libres.

## Biographie
Bohumil Vazac fait ses études à Prague, à l'école des Arts et métiers. Il est incorporé dans l'armée tchécoslovaque en juillet 1934 et suit les cours de l'école militaire spéciale de Hranice. En 1939, il sert au 1er régiment d'infanterie de montagne.
Après la chute de la Tchécoslovaquie, il s'engage pour cinq années dans la Légion étrangère et sert au sein du 1er régiment d'infanterie de l'Armée tchécoslovaque en France. Il fait la Campagne de France (1940), détaché au 59e régiment d'infanterie de ligne.
Il arrive en Angleterre avec ses camarades de l'Armée tchécoslovaque en France et s'engage dans les Forces françaises libres. D'abord affecté au bataillon de chasseurs de Camberley, il est ensuite muté à Brazzaville, à la 13e demi-brigade de Légion étrangère et commande une section de 75 anti-chars sous les ordres du lieutenant-colonel Alfred Cazaud. Il combatt à la Seconde bataille d'El Alamein, dans la Campagne de Tunisie, sur le Garigliano, lors du Débarquement de Provence, à la bataille d'Alsace puis finit la guerre à l'Armée des Alpes. Il commande ensuite la première compagnie de la 1re brigade de la Légion étrangère (BLE) à Tunis.

## Retour en Tchécoslovaquie
En 1946, le lieutenant-colonel Vazac démissionne de la Légion pour retourner dans son pays natal et sert à l'école de guerre. Il commande ensuite une division mécanisée  puis il retourne à l'école militaire spéciale de Hranice comme enseignant. Mais ayant servi à l'ouest, épousé une Française, il est rayé des cadres de l'armée en 1952. De retour en France en 1958, il travaille dans le civil et se retire à Châlons en 1978 où il meurt le 22 juillet 2003. Il fut colonel dans l'armée tchèque en 1992.

## Décorations et honneur
- Commandeur de la Légion d'honneur[4]
- Compagnon de la Libération par décret du 7 mars 1945[1]
- Croix de guerre 1939–1945 (5 citations)
- Médaille coloniale avec agrafes "Libye", "Tunisie"
- Officier du Nichan Iftikhar
- Croix de guerre 1939-1945
- Ordre "pour Héroïsme" de République Tchèque
- Médaille de la Bravoure Tchécoslovaque[5]
- Médaille de la Résistance Tchécoslovaque
- Croix du Mérite (République Tchèque)

Une rue de Châlons-en-Champagne porte son nom.